# Jestina Mukoko
Jestina Mukoko – zimbabweńska aktywistka na rzecz praw człowieka, prezes Zimbabwe Peace Project (Projekt Pokojowy dla Zimbabwe).
Po wyborach prezydenckich w 2008 roku, Jestina Mukoko oskarżyła Roberta Mugabe o oszustwa wyborcze. 3 grudnia Mukoko wywieziono w nieznane miejsce i torturowano przez 3 tygodnie. Mukoko porwało co najmniej dwunastu mężczyzn podszywających się za policjantów. Oskarżono ją o przeprowadzenie spisku mającego na celu obalenie prezydenta. Prawnict Mukoko bezskutecznie poszukiwały ją w Harare i w Norton. 23 grudnia została zwolniona przez porywaczy na posterunku policji w Harare.
O uwolnienie Jestiny Mukoko apelowała organizacja Amnesty International. Uczestnicy akcji Maratonu Pisania Listów wysłali listy do rządu w Zimbabwe w sprawie Mukoko.
Jestina Mukoko została wypuszczona za kaucją w 2009 roku. Wraz z czterema innymi aktywistami Mukoko pozwała prokuratora generalnego, ministrów spraw wewnętrznych i obrony narodowej, służby bezpieczeństwa i policję, domagając się odszkodowania w wysokości 220 tys. dolarów.